# Otto Pflanzl

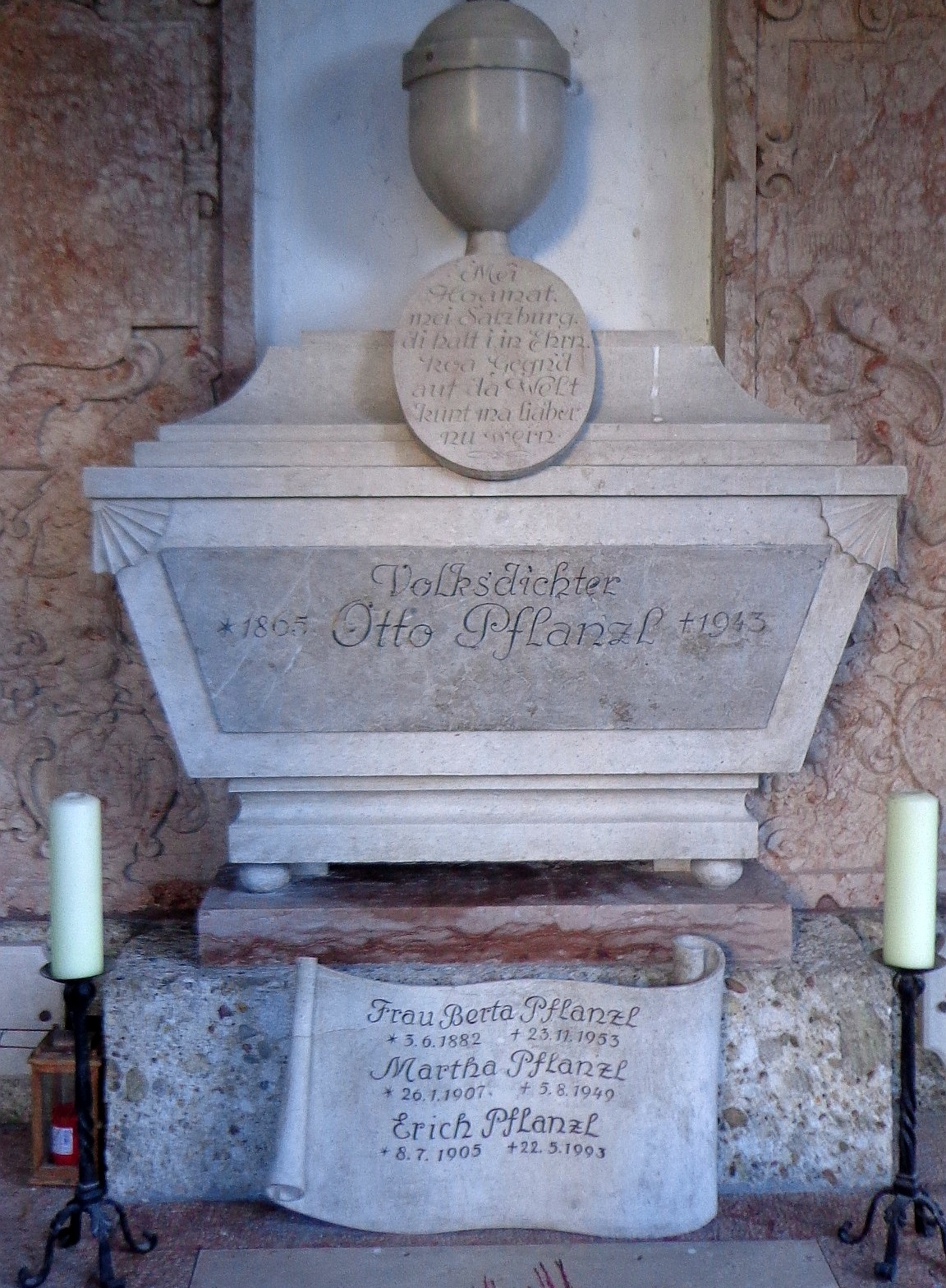
Grabmal Otto Pflanzls auf dem Petersfriedhof in Salzburg

Otto Pflanzl (* 17. August 1865 in Urfahr, heute ein Stadtteil von Linz; † 22. September 1943 in Salzburg) war ein österreichischer Heimatdichter, der Gedichte und humoristische Erzählungen in Salzburger Mundart verfasste. 

## Leben, Werk
Ab 1895 war Pflanzl als Wirtshaus- und Heimatdichter für eine Salzburger Brauerei tätig. Unter anderem verfasste er den Text des Salzburger Heimatliedes Mei Hoamat, mei Salzburg, die fallweise als „heimliche Landeshymne“ bezeichnet wird. 1903 wurde sein erster Sohn geboren, Heinrich Pflanzl, der später als Opern- und Operettensänger reüssieren sollte. Es folgten zwei weitere Kinder, 1905 Erich und 1907 Martha.
1938 trug er auf einem Empfang für Adolf Hitler ein Gedicht vor, in welchem er diesen als „mei liaba Führer“ bezeichnete. Dafür wurde er heftig kritisiert. Er beantragte Juni 1938 die Aufnahme in die NSDAP und wurde rückwirkend zum 1. Mai desselben Jahres aufgenommen (Mitgliedsnummer 6.343.873).
Nach dem Krieg wurden seine Gedichte entpolitisiert und er zählt heute zum „echten Brauchtum“. Er ist auf dem Petersfriedhof in Salzburg begraben (Arkadengruft Nr. 41). 
Im Salzburger Stadtteil Maxglan ist die Otto-Pflanzl-Straße nach ihm benannt.

## Werke
- Auf da Ofnbänk. Allerhand dumme und gescheite Sochan in da hoamatlich'n Sprach z'sammgreimt und aussageb'n, 1904
- Auf der Hausbänk. Allerhand dumme und gescheite Sochan in da hoamatlich'n Sprach z'sammgreimt und aussageb'n, 1909
- In Lusthäusl. Allerhand dumme und gescheite Sochan in da hoamatlich'n Sprach z'sammgreimt und aussageb'n